# Каньємбо Келека Маї
Каньємбо Келека Маї (д/н — бл. 1850) — 4-й мвата-казембе (володар) держави Казембе в 1805—1850 роках. Відомий також як Чибангу Келека.

## Життєпис
Ймовірно син мвати Луквези Ілунги. Посів трон близько 1805 року. Продовжив політику попередника щодо зміцнення торгівельних контактів з португальськими факторіями на Замбезі, насамперед Сеною і Тете. Це спричинило конфлікти з племенами біса, що мешкали на північному сході, які були до того посередниками між Казембе і португальцями, що призвело у 1806—1810 роках нападів на помбейрос (португальських работоргівців). Каньємбо Келека Маї вимушений був надати спеціальні загони, які стали охороняти португальських торгівців. Також здійснив проти біса низку вдалих походів, але вони не мали тривалого результату для забезпечення порядку.
У 1820-х роках почалися війни Бемби, союзника Казембе, проти племен біса. Розрахунок мвати на послаблення останніх не виправдався. війська Бемби здолали біса та включили до власної держави. Наслідком цього стало втрата впливу Казембе на області біля озера Танганьїка. Протягом 1831—1832 років бемба також захопила клани мукулу, до того частина південних земель Казембе.
Водночас мвата вимушений був протистояти послідовному тиску Кумвімба Нґомбе і Ілунга Кабалі, мулохве Луби, війська яких з кінця 1810-х років почали вдиратися до Казембе. Постійні сутички перетворилися у запеклу війну наприкінці 1820-х — напочатку 1830-х років. Втім у битвах на річці Лусекелве та острові Чибондо військам Казембе вдалося завдати рішучої поразки супротивникові, зупинивши наступ Луби в районі озера Мверу. Зрештою війна до 1840 року зійшла нанівець, наслідком чого стало встановлення контролю Казембе над середньою течією річки Луфіра.
Разом з тим Каньємбо Келека Маї вдалося зміцнити владу на іншими підвладними й васальними вождіствами, зробивши державу більш централізованою. Було створено власну гвардію (квата), на чолі якого перебував каквата. Також з 1831 року було досягнуто угоди з португальцями, завдяки чому взято під контроль торгівельний шлях з Атлантики до Індійського океану.
Все це сприяло піднесенню престижу та ваги Казембе, а Каньємбо Келека Маї все менше звертав увагу на правителів Лунди, сюзеренітет яких все більше ставав номінальним.
Помер близько 1850 року. Йому спадкував менший брат брат Капунго Мвонго Мфвана.